# Convocation
Convocation ist eine 2012 gegründete Death- und Funeral-Doom-Band.

## Geschichte
Die Musiker Lauri Laaksonen von Desolate Shrine und Marko Neuman von Dark Buddha Rising lernten einander über einen gemeinsamen Freund kennen und stellten das gemeinsame musikalische Interesse am Death- und Funeral-Doom fest. Bald darauf beschlossen beide die Zusammenarbeit als Convocation. Dabei lehnten die Musiker eine Bezeichnung als Projekt ab und verstanden Convocation als vollwertige Band mit der Ambition zu physischen Veröffentlichungen. Laaksonen und Neuman begannen 2012 damit an einem Debüt zu arbeiten, verständigten sich jedoch darauf Convocation ohne gegenseitigen oder terminlichen Druck zu unterhalten. Entsprechend blieben, durch das Engagement beider in weiteren Musikgruppen, erste Veröffentlichungen über einen längeren Zeitraum aus. Die Proben und Aufnahmen fanden in dem von Laaksonen betriebenem Heimstudio Desolate Dungeon, wo auch mehrere der Alben von Desolate Shrine eingespielt wurden, statt. Nach Abschluss der Aufnahmen und mit ersten Entwürfen der von Laaksonen vorgenommenen Gestaltung wand sich dieser an wenige Label für die weitere Verlagstätigkeit. Letztendlich erschien das Album Scars Across 2018 über Everlasting Spew Records, mit welchem Laaksonen bereits zuvor kooperiert hatte.
Zwei Jahre nach Scars Across erschien mit Ashes Coalesce das zweite Album der Band. Anssi Mäkinen Von Profetus trat als Gastsänger in Erscheinung und Greg Chandler von Esoteric war für das Mastering verantwortlich. Das Duo plante zugleich ihren ersten und vorerst einzigen Auftritt. Allerdings erschwerte die COVID-19-Pandemie die Proben und führte letztendlich zur Absage des Killtown Deathfest in Kopenhagen. Die Band schloss Auftritte nicht grundsätzlich aus, beteuerte aber solche exklusiv und besonders gestalten zu wollen und erläuterte mit zuzüglichen Musikern agieren zu müssen. Umstände die Laaksonen und Neuman dazu brachten keine Tourneen oder regelmäßige Auftritte zu gestalten. Vielmehr sollte der Auftritt als einmaliges Ereignis und sich hervorhebende Erfahrung, insbesondere für die Konzertbesucher erscheinen.
Am 25. November 2023 erschien No Dawn for the Caliginous Night als drittes Studioalbum des Duos. Als Gastsängerin wurde Natalie Koskinen von Shape of Despair hinzugezogen. Als weitere Gäste brachten sich Niko Matilainen	von Corpsessed, Jason Netherton	von Misery Index und Dying Fetus, Samantha Alessi von Ferum und Antti Poutanen von Devenial Verdict ein. Die Aufnahme leitete und begleitete Lauri Laaksonen selbst. Für das Mastering wurde indes erneut auf Greg Chandler zurückgegriffen.

## Stil
Die von Convocation gespielte Musik gilt als „von Death Metal beeinflusste[r] Funeral Doom“ oder als „von Funeral Doom beeinflusste[r] Death Metal“. Die beiden Stile verschränkten sich zu einer „sehr gelungene[n] Symbiose“.

„Funeral Doom ist das im weiteren Sinne, also langsame, zählflüssige und traurige Musik […] die etwaige Schweißausbrüche sofort in Eiskristalle verwandelt.“

Neuman variiert seinen Gesang „von tief gutturalen Growls bis zu trostlosen und halb klar präsentierter Stimme.“ Indes webt Laaksonen über die lange Spieldauer der Stücke Klanglandschaften aus einem Riffing, dass dem Death Metal entlehnt, jedoch im Funeral-Doom-Tempo präsentiert wird und einem dichten, vom Gebrauch der Tomtoms geprägten Schlagzeugspiel. Dabei greife das Spiel Convocations „bis zu akustischen Gitarren und klaren Gesängen.“ Verwiesen wird auf „ausgefeilte Chorarrangements“, „verproggte[…] Arrangements über einige herausragende Backing-Chöre bis hin zu den fast schon Horror-tauglichen Melodien“.

## Rezeption
Die Veröffentlichungen von Convocation wurden international hoch gelobt.

### Scars Across
Das Debüt Scars Across erfuhr bereits breite Anerkennung, bis hin zu Höchstnoten und der Einschätzung als potentielles Album des Jahres. Wer „Zeit und Geduld“ investiere würde Reich belohnt, schrieb Justin „Witty City“ Wittenmeier für Metal Temple. Ferrous Beuller nannte Scars Across für Angry Metal Guy „das eindringlichste und vernichtendste“ Album des Jahres. In weiteren Rezensionen häufte sich das Lob. Scars Across sei „auf jeden Fall empfehlenswert für Fans von extremem Death Doom“, ein „exzellentes“, „sehr zu empfehlendes“ Debüt, ein „Erlebnis für alle, die langsame, atmosphärische und emotionale Musik hören“ wollten „brillant gewoben“ sowie ein Produkt der „Meisterklasse“, dass jeder der einer Musik zugeneigt sei die „massiv, langsam und ungeheuerlich Heavy“ ist hören müsse. Insbesondere atmosphärisch wurde Scars Across als die perfekte Verkörperung des Klangs „eines Wurmlochs, das Elend und Verzweiflung in die Welt erbricht“ und Ausdruck einer „existenziellen Bedrohung“ gelobt. Insbesondere der spärliche Einsatz von Klargesang sei „absolut furchterregend“.

„Auch wenn die Branche derzeit viel Nachwuchs erhält: So gut wie CONVOCATION und ihr aktuelles Werk sind nur die wenigsten Konkurrenten!“

### Ashes Coalesce
Zu Ashes Coalesce blieb die internationale Resonanz ähnlich breit und positiv wie jene zum Debüt. Erneut wurde der Band besonders Potential zugesprochen und das Album zu den besten des Jahres gezählt. Dabei sei das Album, insbesondere über die Länge der Stücke und die angesprochene Emotionalität eine Herausforderung für die sich Hörer Zeit nehmen solltet.
Kritik wurde nur selten und Verhalten geübt. Eckart Maronde urteilte für Metal.de, dass das Album „äußerst vielseitig und überdurchschnittlich gut arrangiert und umgesetzt“ sei, bemängelte jedoch, dass ihm „auf Teilstrecken einfach die Schwingungen im Inneren“ ausblieben, räumten diese Emotion jedoch als subjektiv ein und vergab Sieben von zehn optionalen Wertungspunkten. Entgegen solcher Stimmen wurde das Album mehrheitlich mit Lob, teils mit Superlativen und Höchstnoten, versehen. Es sei „großartig“, „ein melancholisches Meisterwerk von absolutem Genius“ oder ein „absolutes Meisterwerk“, „Eindrucksvoll“, ein „Kunststück“, eine katharsische Erfahrung, ein „exzellentes, fesselndes Album“, „erstickend und beeindruckend“, ein Album mit Genre-Modernisierungspotential und ein Beleg dafür, dass „man den Namen Convocation zwischen Funeral Doom und Death Doom kennen sollte“.

„Wow! Just wow! I really have no idea how to start this review, other than to say it is mind-blowingly, superlatively incredible.“

„Wow! Nur wow! Ich habe wirklich keine Ahnung wo ich mit dieser Rezension anfangen soll außer damit zu sagen, dass es umwerfend und absolut unglaublich ist.“

Frank Rini nannte es für Teeth of the Divine kein Album „für Menschen die unter einer extremen Form der Depression leiden“, allen anderen sei Ashes Coalesce hingegen zu empfehlen. Für Angry Metal Guy zog Ferrous Beuller Vergleiche zu den Genreklassikern Antithesis of Light von Evoken und The Manical Vale von Esoteric und beschrieb das Album als „das perfekte Requiem, um jede anhaltende Verrenkung des Lebens zu begleiten.“ Mit analogen Verweis auf „jeden hochwirksamen Funeral Doom“ und der Vergabe der optionalen Höchstnote bescheinigt auch  J. Wukotich für The Metal Wanderlust dem Album die Fähigkeit Zuhörer mit auf eine Reise in das eigene Unterbewusstsein zu nehmen und daher eine Empfehlung auf höchstem Niveau. Nathan Hare schloss, ähnlich hoch beurteilend, seine für Metal Observer verfasste Rezension mit der Erkenntnis, dass Ashes Coalesce alles verkörpere was er von einem Funeral-Doom-Album erwarte. Ähnlich das von Cerbero für Cvlt Nation gezogene Fazit, dass dies Album Monumental klänge, Hoffnungslosigkeit repräsentiere und dabei den Hörenden „in den Mittelpunkt seines persönlichen schwarzen Lochs, aus dem es kein Entrinnen mehr gibt“ stelle.

### No Dawn for the Caliginous Night
Zu No Dawn for the Caliginous Night blieb die internationale Resonanz breit und positiv wie zuvor. Das Album wurde als weitere Steigerung der Qualität der Band besprochen. Mit ihrem dritten Album habe das Duo eine Transformation von „beeindruckenden, wenn auch ausgetretenen Pfaden des Death Doom zu einer einzigartigen Stimme“ an der Grenze zum Funeral Doom abgeschlossen hieß es für Angry Metal Guy. Als „Epos der Extraklasse“ und „triumphaler Ausdruck höchster Doom-Kunst“ wurde No Dawn for the Caliginous Night hinzukommend gelobt. Das Duo habe ihr „bisher bestes Werk“ realisiert.

„Convocation has been an underrated but truly excellent entity and this is surely their crowning moment so far.“

„Convocation waren bis dato eine wirklich unterschätzte Größe und dies ist bisher ihr krönender Augenblick.“

So wurde das Album auch als Paradebeispiel des Genres besprochen. No Dawn for the Caliginous Night erweise sich als „ein leidenschaftliches und emotionales Erlebnis […], mit einer perfekt ausgeführten Instrumentierung“. So könne das Album zu den besten Veröffentlichungen gerechnet werden, die das Genre zu bieten habe.

## Diskografie
- 2018: Scars Across (Album, Everlasting Spew Records)
- 2020: Ashes Coalesce (Album, Everlasting Spew Records)
- 2023: No Dawn for the Caliginous Night (Album, Everlasting Spew Records)